# 杰登·布拉夫
杰登·耶扎罗·布拉夫（荷蘭語：Jayden Jezairo Braaf；2002年8月31日—），是一名荷兰足球运动员，场上司职前锋，現時被意甲球队維羅納外借至意乙球隊沙蘭力坦拿，并代表荷兰各级国青队参加国际比赛。

## 俱乐部生涯
2021年2月1日，布拉夫从曼城租借加盟了意甲球队乌迪内斯。
2021年2月28日，在乌迪内斯1-0击败佛罗伦萨的意甲比赛中，布拉夫于比赛的第77分钟替补登场，完成了职业生涯首秀。
2021年4月25日，在乌迪内斯4-2客胜贝内文托的意甲比赛中，布拉夫打进了职业生涯的首粒进球。

## 国家队生涯
布拉夫目前是一名荷兰青年国脚，曾代表过荷兰U-15、U-17、以及U-18国家队参加国际比赛。